# Charlotte Anne Moberly
Charlotte Anne Moberly (1846 – 1937) foi uma acadêmica inglesa. Ela era filha de George Moberly e foi a primeira diretora do St Hugh's College, em Oxford. Ela ficou conhecida após um incidente no qual ela e sua colega acadêmica Eleanor Jourdain acreditaram terem sofrido um lapso temporal enquanto visitavam o Petit Trianon no interior do parque do Palácio de Versalhes. 